# Amazonehaven
De Amazonehaven is een zeehaven aan het Beerkanaal op de Rotterdamse Maasvlakte. De belangrijkste bedrijven aan de Amazonehaven zijn het containeroverslagbedrijf Europe Container Terminals (ECT) aan de noordzijde en het Europees Massagoed Overslagbedrijf (EMO) in het zuiden. De grond die vrijkwam bij het uitgraven van de Amazonehaven is gebruikt bij het dempen van de Prinses Margriethaven voor het vergroten van de home-terminal van ECT.
In 2010 werd begonnen met het verbreden van de haven. Eerst werden de ligplaatsen van EMO verhuisd naar de Mississippihaven. Vervolgens werd over een lengte van 2,4 kilometer nieuwe kademuren aangelegd, de oude kades gesloopt en de grond weggebaggerd terwijl de overslag gewoon doorging. De haven is hierdoor 55 meter breder geworden en meet nu 310 meter. Met de verbreding biedt de Amazonehaven dezelfde nautische toegankelijkheid voor de allergrootste containerschepen als de andere havenbekkens op Maasvlakte 1 en 2. Het project vergde een investering van € 200 miljoen en werd op 1 april 2014 opgeleverd.